# 5982 Polykletus
5982 Polykletus este o planetă minoră (asteroid), cu un diametru de 7,362 km, din centura de asteroizi. A fost descoperită pe 13 mai 1971 la Observatorul Palomar de Cornelis Johannes van Houten și a fost numită după Polykleitos⁠(d). 
Obiectul prezintă o orbită caracterizată de o semiaxă mare de 2,7514166 UAi, o excentricitate de 0,2, o înclinație de 11,38289 ° în raport cu ecliptica.